# Стефан II (папа)
Вижте пояснителната страница за други личности с името Стефан II.

Стефан lll Роден е в Рим. Произлиза от фамилията Орсини. Рано осиротява и заедно с по-младия си брат Паулус (по-късно папа Павел I) е отгледан в Латеран. Посещава Париж и сключва съюз с Пипин Къси срещу лангобардите. Земите отвоювани от Пипин слагат началото на създаването на Папската област. Освен това Стефан въвежда в Рим звъна на камбаните.
На 6 януари 754 г. папа Стефан и Пипин III се срещат при Ponthion. Там папата се хвърля в опрощаващи дрехи в краката на Пипин и го моли да помогне на народа на Рим в борбата срещу лангобардите. До 14 април се съвещават и в Quierzy и Лаон.
Пипин и синовете му се задължават да пазят сигурността на Рим и други местности и декларират, че са собственост на Свети Петър. Този договор, добавен към Константиновия подарък, се нарича Пипинския подарък. С този подарък се основава Църковната държава, която и до днес съществува като държавата Ватикан.
От благодарност, на 28 юли 754 г. в базиликата Сен Дени, Стефан помазва краля и фамилията му и дава на него и неговите наследници титлата „patricius romanorum“.